# Moa Martinson
Moa Martinson (Vårdnäs, 2 de novembro de 1890 - Sorunda, 5 de agosto de 1964) foi  uma  escritora sueca.
Moa Martinson foi uma autora realista, do grupo dos escritores proletários suecos, ativa nas décadas de 30-50 do séc.XX. Descreveu a luta das mulheres contra a pobreza e o alcoolismo dos maridos, num esforço notável para defender a integridade das famílias. 
Foi casada, entre 1929 e 1941, com o escritor sueco Harry Martinson (Prémio Nobel de Literatura em 1974).